# Lamprosema nomangara
Lamprosema nomangara là một loài bướm đêm trong họ Crambidae.